# Kayaba Ka-1
Il Kayaba Ka-1 fu un autogiro monorotore tripala, sviluppato dalla divisione aeronautica dell'azienda giapponese Kayaba Kogyo KK nei primi anni quaranta.
Derivato dallo studio sullo statunitense Kellett KD-1A, importato in Giappone nel 1939, venne impiegato dai reparti della Dai-Nippon Teikoku Rikugun Kōkū Hombu, la componente aerea dell'Esercito imperiale giapponese, nelle missioni di ricognizione aerea, cooperazione con l'artiglieria e lotta antisommergibile durante tutte le fasi della guerra del Pacifico.

## Storia del progetto
fu il primo autogiro armato a trovare impiego operativo. Le origini di questa macchina risalgono alla seconda metà degli anni trenta, quando l'esercito nipponico cominciò a considerare l'idea di usare gli autogiri come piattaforme di osservazione e la direzione del tiro d'artiglieria. Per studiare meglio le particolarità di questi velivoli venne importato dagli

## Utilizzatori
Giappone
- Dai-Nippon Teikoku Rikugun Kōkū Hombu